# Žeževica
Žeževica – wieś w Chorwacji, w żupanii splicko-dalmatyńskiej, w gminie Šestanovac. W 2011 roku liczyła 350 mieszkańców.